# Johann Sebastian Drey
Pour les articles homonymes, voir Drey.
Johann Sebastian Drey (né le 16 octobre 1777 à Ellwangen (Jagst) ; mort le 19 février 1853 à Tübingen) est un théologien catholique allemand. Il est avec Johann Adam Möhler l’un des principaux représentants de l’école théologique de Tübingen.
Parmi ses domaines de travail, on compte la théologie fondamentale ou apologétique.

## Biographie
Johann Sebastian Drey (anobli en 1823) est le fils d'un berger. Après des études de théologie à Augsbourg (1797-1799), il est ordonné prêtre en 1801. En 1806, il devient professeur de théologie philosophique à Rottweil et en 1812 professeur d'apologétique, de dogmatique et d'histoire des dogmes à l'université catholique d’État d’Ellwangen (Jagst). Après son doctorat à l'université de Fribourg en 1813, il est nommé professeur à la Faculté de théologie catholique créée par l’université de Tübingen. En 1819, il est cofondateur de la Tübinger Theologischen Quartalschrift, revue de théologie de Tübingen qui a une grande importance pour la théologie catholique du XIXe siècle.
Sa pensée et celle l’École de Tübingen influencent plusieurs théologiens du XXe siècle dont Marie-Dominique Chenu, Yves Congar, Henri de Lubac.

## Œuvres
- Die Apologetik als wissenschaftliche Nachweisung der Göttlichkeit des Christentums in seiner Erscheinung, 3 Bde., 1838-47 (I. II, 1844-47)